# Kaplica św. Barbary w Toruniu
Kaplica św. Barbary w Toruniu – rzymskokatolicka zabytkowa kaplica filialna w jurysdykcji parafii św. Antoniego w Toruniu, położony na cmentarzu św. Barbary, przy ul. Przysieckiej 12, na Barbarce w Toruniu.
Obecna kaplica św. Barbary w Toruniu powstała w 1842 roku w pobliżu poprzedniej, zbudowanej przed 1820 rokiem. Głównym inicjatorem budowy nowej kaplicy był młynarz Heinrich Tilck, który w 1839 roku stał się dzierżawcą gruntów na Barbarce. Zgodę na budowę kaplicy otrzymał 18 kwietnia 1842 roku. Wybudowano ją z dobrowolnych datków mieszkańców miasta, za zgodą biskupa chełmińskiego oraz królewskiej rejencji w Kwidzynie.
Cmentarz wraz z kaplicą figurują w rejestrze zabytków, nr rej: A/1537/1-2 z 17 sierpnia 2009 roku.